# هاياتو كوماتسو
هاياتو كوماتسو (باليابانية: 小松 駿太) (7 نوفمبر 1997 في طوكيو في اليابان – )؛ هو لاعب كرة قدم كان يلعب كلاعب وسط.

## وصلات خارجية
- هاياتو كوماتسو على موقع رابطة كرة القدم اليابانية للمحترفين (اليابانية)
- هاياتو كوماتسو على موقع قاعدة بيانات كرة القدم.إي يو (الإنجليزية)
- هاياتو كوماتسو على موقع Soccerway.com (الإنجليزية)
- هاياتو كوماتسو على موقع عالم كرة القدم.نت (الإنجليزية)